# راه‌انداز نرم

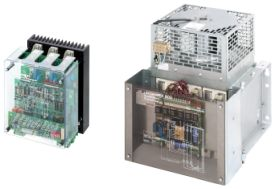
نمونه‌هایی از راه‌اندازهای نرم موتور

راه‌انداز نرم (به انگلیسی: soft starter) دستگاهی است که همراه موتورهای جریان متناوب استفاده می‌شود تا به صورت موقت بار و گشتاور واردشده بر سیستم انتقال قدرت را در زمان راه‌اندازی موتور کاهش دهد. استفاده از راه‌اندازهای نرم باعث کاهش تنش مکانیکی وارد شده بر موتور و محور می‌شود و تنش‌های الکترودینامیک واردشده بر کابل‌های قدرت و شبکهٔ توزیع نیروی الکتریکی را کاهش می‌دهد و موجب بالارفتن طول عمر سامانه می‌گردد.
راه‌انداز نرم با کاهش دادن ولتاژ در زمان راه‌اندازی باعث کاهش گشتاور موتور القایی جریان‌متناوب می‌شود. راه‌اندازهای نرم به صورت سری بین موتور و منبع تغذیه قرار می‌گیرند و با استفاده از فناوری‌های حالت جامد جریان موتور و در نتیجه ولتاژ اعمال‌شده بر آن را کنترل می‌کنند. در تئوری، می‌توان راه‌انداز نرم را درون اتصال مثلث موتوری که به صورت مثلث بسته شده‌است نیز به کار گرفت. راه‌اندازهای نرم دارای عملکرد توقف نرم نیز هستند که کاهش تدریجی گشتاور موتور را کنترل می‌کند.
از دیگر روش‌های راه‌اندازی نرم می‌توان به راه‌اندازی ستاره‌مثلث، استفاده از اتوترانسفورماتور و تغییر تعداد قطب‌های موتور اشاره کرد. با این وجود با ظهور نیم‌رساناهای قدرت قابل‌اطمینان و اقتصادی، استفاده از راه‌اندازه‌های نرم الکترونیکی رو به افزایش است.
راه‌انداز نرم جایگزینی برای درایوهای سرعت‌متغیر نیستند. راه‌انداز نرم شتاب را واپایی نمی‌کند.

## روش کار راه‌انداز نرم الکترونیکی
در بسیاری از راه‌اندازهای الکترونیکی با استفاده از شش تریستور در هنگام راه‌اندازی مانع رسیدن از بخش بزرگی از ولتاژ تغذیه به موتور می‌شوند و رفته‌رفته ولتاژ را افزایش می‌دهند تا نهایتاً موتور به ولتاژ نامی خود برسد. این راه‌اندازها روش‌هایی برای تنظیم مدت‌زمان رسیدن به ولتاژ کامل و شیب افزایش ولتاژ را دارا هستند. به‌طور معمول جریان راه‌اندازی به گونه‌ای کنترل می‌شود که از سه‌برابر جریان بار کامل تجاوز نکند و مدت‌زمانی راه‌اندازی نزدیک به ۳۰ ثانیه است. در برخی از طراحی‌ها پس از اینکه موتور سرعت گرفت تریستورها را با استفاده از کنتاکتور از مدار خارج می‌کنند.
بارهایی که لختی بیشتری دارند نیاز به مدت‌زمان راه‌اندازی بیشتری خواهند داشت. راه‌اندازهای نرم عموماً دارای مشخصات نامی ۱۰ راه‌اندازی در ساعت با مدت‌زمان ۳۰ ثانیه هستند. باید توجه داشت که هر توقف نرم معادل یک راه‌اندازی نرم خواهد بود، بنابراین هر راه‌اندازی و توقف معادل دو بار راه‌اندازی است. همچنین ممکن است برخی راه‌اندازها حلقه‌بسته باشند که می‌توانند برای حفاظت موتور در برابر اضافه‌جریان یا قطع تغذیه استفاده شوند. برخی از انواع راه‌انداز نرم ممکن است دارای کنارگذار درونی باشند.

## راه‌اندازی با مقاومت متغیر در سیم‌پیچ روتور
این روش تنها در موتورهای القایی روتور-سیم‌بندی‌شده قابل استفاده است. مقاومت متغیر از راه حلقه‌های لغزش با سیم‌پیچ روتور سری می‌شود. پس از پایان راه‌اندازی می‌توان مقاومت را از مدار خارج کرد. میزان مقاومت لازم برای راه‌اندازی به مقاومت داخلی روتور و راکتانس موتور (استاتور و روتور) بستگی دارد. با افزایش مقاومت جریان ورودی به موتور کاهش و ضریب‌توان افزایش می‌یابد تا جایی که حداکثر گشتاور حاصل می‌شود، پس از آن جریان ورودی همچنان کاهش می‌یابد و ضریب توان افزایش می‌یابد ولی گشتاور کاهش پیدا خواهد کرد. این موتورها و در نتیجه این روش راه‌اندازی، کاربرد خانگی و تجاری ندارد زیرا کاربرد اصلی موتور روتورسیم‌بندی شده در فن‌ها و پمپ‌ها است، بنابراین این روش راه‌اندازی تنها در سامانه‌های صنعتی مورد استفاده قرار می‌گیرد.

## معایب راه‌اندازی نرم
علیرغم همه مزایایی که برای راه انداز نرم بر شمرده‌اند، معایبی نیز بر این دستگاه وارد است. متأسفانه راه‌اندازی نرم توانایی کنترل سرعت جریان الکتریکی را دارا نیست. همچنین در سرعت نامی استفاده از راه‌انداز نرم امکان‌پذیر نمی باشد. از دیگر معایبی که برای راه‌انداز ینرم بر شمرده‌اند، کاهش گشتاوری موتور است. زمانی که جریان هجومی در هنگام استارت‌زدن موتور اتفاق می افتد، ولتاژ کاهش می یابد. با کاهش ولتاژ ، گشتاوری نیز بسیار افت می کند که این موضوع باعث می شود تا موتور زیر بار بخوابد.